# 石州 (山西省)
石州（せきしゅう）は、中国にかつて存在した州。南北朝時代から明代にかけて、現在の山西省呂梁市一帯に設置された。

## 魏晋南北朝時代
北斉により設置された西汾州を前身とする。北周により石州と改称された。

## 隋代
隋初には、石州は4郡8県を管轄した。607年（大業3年）、郡制施行に伴い石州は離石郡と改称され、下部に6県を管轄した。隋代の行政区分に関しては下表を参照。
| 隋代の行政区画変遷 | 隋代の行政区画変遷                 | 隋代の行政区画変遷 | 隋代の行政区画変遷 | 隋代の行政区画変遷 | 隋代の行政区画変遷 | 隋代の行政区画変遷                        |
| 区分               | 開皇元年                           | 開皇元年           | 開皇元年           | 開皇元年           | 区分               | 大業3年                                   |
| ------------------ | ---------------------------------- | ------------------ | ------------------ | ------------------ | ------------------ | ----------------------------------------- |
| 州                 | 石州                               | 石州               | 石州               | 石州               | 郡                 | 離石郡                                    |
| 郡                 | 離石郡                             | 窟胡郡             | 定胡郡             | 烏突郡             | 県                 | 離石県 平夷県 方山県 修化県 定胡県 太和県 |
| 県                 | 離石県 寧郷県 盧山県 平夷県 良泉県 | 窟胡県             | 定胡県             | 烏突県             | 県                 | 離石県 平夷県 方山県 修化県 定胡県 太和県 |

## 唐代
618年（武徳元年）、唐により離石郡は石州と改められた。742年（天宝元年）、石州は昌化郡と改称された。758年（乾元元年）、昌化郡は石州と改称された。石州は河東道に属し、離石・平夷・定胡・臨泉・方山の5県を管轄した。

## 宋代以降
北宋のとき、石州は河東路に属し、離石・平夷・方山の3県を管轄した。
1126年（天会4年）、金の婁室が石州を降した。金の石州は河東北路に属し、離石・方山・孟門・温泉・臨泉・寧郷の6県と石窟・呉保・天沢・克胡の4鎮を管轄した。
元のとき、石州は冀寧路に属し、離石・寧郷の2県を管轄した。
1567年（隆慶元年）、明により石州は永寧州と改称された。